# أندرو هوك
أندرو هوك، هو أستاذ فخري في الأدب الإنجليزي بجامعة غلاسكو.
بعد أن تخرج من جامعة إدنبرة في عام 1954، أكمل الخدمة الوطنية وذهب للدراسة العليا في جامعات مانشستر وبرينستون. حصل على الدكتوراه من برينستون في عام 1960. انقسمت مسيرته التعليمية بالتساوي تقريبًا إلى عقد في جامعة إدنبرة، وعقد في جامعة أبردين، وما يقرب من عقدين في جامعة غلاسكو. ومنذ تقاعده من جامعة غلاغو كان زميلا زائرا في قسم اللغة الإنجليزية في جامعة برينستون وقام بعد ذلك بالتدريس في كلية دارتموث، كلية ووستر في أوهايو،وسانت. جامعة توماس في منيابولس سانت. بول.
أصبح زميلا في الجمعية الملكية في إدنبرة في عام 2000.

## المنشورات ،المطبوعات
محرر "الرواية اليوم"، مؤتمر الكتّاب الدولي، مهرجان أدنبرة الدولي، 1962.
سكوت ويفرلي، تم تحريره مع مقدمة، ملاحظات ومسرد، مكتبة البطريق الإنجليزية، 1972.
شيرلي شارلوت برونتي، حررت (مع جوديث هوك) مع مقدمة وملاحظات، مكتبة البطريق الإنجليزية، 1974.
جون دوس باسوس، آراء القرن العشرين، تحرير مع مقدمة، قاعة برينتيس،إنجلوود كليف، إن. جي. 1974.
اسكتلندا وأمريكا: دراسة العلاقات الثقافية 1750-1835، بلاكي، غلاسكو ولندن، 1975. الطبعة الثانية، همهمة الأرض، غلاسكو، 2008.
الأدب الأمريكي في السياق 1865-1900. ميثوين، لندن ونيويورك، 1983.
تاريخ الأدب الاسكتلندي، المجلد الثاني 1660-1800، محرر ومساهم، مطبعة جامعة أبردين، 1987.
سكوت فيتزجيرالد، إدوارد أرنولد، لندن، 1992.
وتنوير غلاسكو، تحريرها مع ريتشارد شير،مطبعة تاكويل، شرق لينتون،1995.
من غوسكريك إلى جاندركليو:دراسات في التاريخ الأدبي والثقافي الاسكتلندي -الأمريكي،مطبعة تاكويل، شرق لينتون،1999.
سكوت فيتزجيرالد: حياة أدبية. بالغريف ماكميلان، لندن، 2002.
مجلة فرانسيس جيفري الأمريكية: من نيويورك إلى واشنطن 1813، تم تحريرها مع كلير إليوت، همنغ إيرث، غلاسكو، 2011.
محررة، مذكرات ميسيسيبي، إليزا أودي،كيلكران، 2013.
كما كتب الأستاذ هوك مجموعة من الفصول في الكتب والمقالات في مجموعات.